# Żagnica jesienna
Żagnica jesienna (Aeshna mixta) – gatunek owada z rzędu ważek należący do podrzędu ważek różnoskrzydłych (Anisoptera) i rodziny żagnicowatych (Aeshnidae). Występuje w południowej i środkowej Europie, Azji oraz w północnej Afryce. W Polsce spotykany w prawie całym kraju, z wyjątkiem wyższych partii Karpat i Sudetów; imagines latają od połowy lipca do początku listopada. Zasiedla małe, płytkie zbiorniki porośnięte roślinnością wodną. Długość ciała 63 mm, rozpiętość skrzydeł 88 mm.